# Condado de York (Maine)
O Condado de York (em inglês:  York County) é um dos 16 condados do estado americano do Maine. A sede do condado é Alfred e sua maior cidade é Biddeford. Foi fundado em 1636.
O condado possui uma área de 3 288 km², dos quais 2 566 km² estão cobertos por terra e 723 km² por água, uma população de 197 131 habitantes, e uma densidade populacional de 76,8 hab/km² (segundo o censo nacional de 2010). É o segundo condado mais populoso do Maine.